# Jan Lundgren (silversmed)
Jan Adin Lundgren, född 2 juni 1934 i Kiruna, död 11 maj 2017 i Sollentuna, var en svensk silversmed.
Lundgren utexaminerades från Konstfackskolan i Stockholm 1953 och var sedan 1958 verksam som silversmed och formgivare med egen ateljé i Stockholm där hans inriktning var tillverkning och formgivning av silverkorpus. Han har medverkat i ett stort antal konsthantverksutställningar bland annat medverkade han i Världsutställningen i Montreal 1967 och Craft Centre i London 1969. Bland hans offentliga arbeten märks kyrksilver till Hagalunds kyrka. Lundgren är representerad vid Nationalmuseum, Norrköpings konstmuseum, Gävle museum, New York City's Harness Racing Museum och Nordenfjeldske Kunstindustrimuseum i Trondheim.